# Mongoloraphidia altaica
Mongoloraphidia altaica är en halssländeart som först beskrevs av H. Aspöck och U. Aspöck 1966.  Mongoloraphidia altaica ingår i släktet Mongoloraphidia och familjen ormhalssländor. Inga underarter finns listade i Catalogue of Life.